# Премия «Ника» за лучший игровой фильм
Премия «Ника» за лучший игровой фильм вручается ежегодно Российской Академией кинематографических искусств. Номинация существует с момента учреждения премии и впервые награды в этой категории вручались в 1988 году (за 1987). Ниже перечислены фильмы-лауреаты и номинанты.

## Список лауреатов и номинантов

### 1988—1990
1988
- Победитель — «Покаяние» («Грузия-фильм»; реж. Тенгиз Абуладзе)
- Номинанты:
  - «Долгие проводы» («Одесская киностудия»; реж. Кира Муратова)
  - «Плюмбум, или опасная игра» («Мосфильм»; реж. Вадим Абдрашитов)

1989
- Победитель — «Холодное лето пятьдесят третьего…» («Мосфильм»; реж. Александр Прошкин)
- Номинанты:
  - «Маленькая Вера» («Киностудия имени Горького»; реж. Василий Пичул)
  - «Комиссар» («Киностудия имени Горького», «Мосфильм»; реж. Александр Аскольдов)

1990
- Победитель — «Ашик-Кериб» («Грузия-фильм»; реж. Сергей Параджанов и Давид Абашидзе)
- Номинанты:
  - «Власть соловецкая» («Мосфильм»; реж. Марина Голдовская)
  - «Слуга» («Мосфильм»; реж. Вадим Абдрашитов)

### 1991—2000
1991
- Победитель — «Астенический синдром» («Одесская киностудия»; реж. Кира Муратова)
- Номинанты:
  - «Замри, умри, воскресни» («Ленфильм»; реж. Виталий Каневский)
  - «Такси-блюз» (студия «Троицкий мост», «Ленфильм»; реж. Павел Лунгин)

1992
- Победитель — «Небеса обетованные» («Слово», «Мосфильм»; реж. Эльдар Рязанов)
- Номинанты:
  - «Паспорт» («Ритм», «Мосфильм»; реж. Георгий Данелия)
  - «Пегий пёс, бегущий краем моря» (Киностудия имени А. Довженко, «Талисман»; реж. Карен Геворкян)

1993
- Победитель — «Анкор, ещё анкор!» (студия «Круг» киноконцерна «Мосфильм»; реж. Пётр Тодоровский)
- Номинанты:
  - «Охота на бабочек» (Франция; реж. Отар Иоселиани)
  - «Урга — территория любви» («Тритэ»; реж. Никита Михалков)

1994
- Победитель — «Макаров» («Евразия», кинофирма «Рой»; реж. Владимир Хотиненко)
- Номинанты:
  - «Дети чугунных богов» («Русская кинокомпания», «Курьер»; реж. Тамаш Тот)
  - «Окно в Париж» («Фонтан», «Троицкий мост»; реж. Юрий Мамин)

1995
- Победитель — «Увлеченья» («Никола-фильм», Роскомкино, ВГТРК; реж. Кира Муратова)
- Номинанты:
  - «Курочка Ряба» («Паримедиа», «Русская рулетка»; реж. Андрей Кончаловский)
  - «Подмосковные вечера» («ТТЛ», «Les Films du Privage»; реж. Валерий Тодоровский)

1996
- Победитель — «Особенности национальной охоты» (Госкино, «Ленфильм»; реж. Александр Рогожкин)
- Номинанты:
  - «Барышня-крестьянка» («Ритм», «Мосфильм», Госкино; реж. Алексей Сахаров)
  - «Мусульманин» («В. В. С.», Госкино; реж. Владимир Хотиненко)

1997
- Победитель — «Кавказский пленник» (ЗАО «Караван», «БГ-Продакшн»; реж. Сергей Бодров ст.)
- Номинанты:
  - «Летние люди» («Ковсаг», «Восточно-европейская кинокомпания»; реж. Сергей Урсуляк)
  - «Ермак» (студия «Жанр» киноконцерна «Мосфильм», «Дрефа ателье»; реж. Владимир Краснопольский и Валерий Усков)
  - «Любить по-русски 2» («Слово», «Беларусьфильм», Госкино; реж. Евгений Матвеев)

1998
- Победитель — «Вор» («НТВ-Профит», «Продуксьон ле пон», «Руасси-Фильм», Государственный комитет Российской Федерации по кинематографии, Независимый центр кинематографии Франции, Канал+; реж. Павел Чухрай)
- Номинанты:
  - «Брат» («СТВ»; реж. Алексей Балабанов)
  - «Время танцора» («Арк-фильм»; реж. Вадим Абдрашитов)

1999
- Победитель — «Про уродов и людей» («Петрофильм», «Роскино»; реж. Алексей Балабанов)
- Номинанты:
  - «День полнолуния» («Мосфильм»); реж. Карен Шахназаров)
  - «Страна глухих» (телекомпания «Граждане», Госкино; реж. Валерий Тодоровский)
  - «Тоталитарный роман» («А. К. В.», Госкино; реж. Вячеслав Сорокин)

2000
- Победитель — «Хрусталёв, машину!» («Петрофильм»; реж. Алексей Герман ст.)
- Номинанты:
  - «Барак» («ДАР»; реж. Валерий Огородников)
  - «Ворошиловский стрелок» («НТВ-Профит»; реж. Станислав Говорухин)

### 2001—2010
2001
- Победитель — «Дневник его жены» (Служба кинематографии министерства культуры РФ, «РОК»; реж. Алексей Учитель)
- Номинанты:
  - «Лунный папа» («Пандора-фильм», «НТВ-Профит»; реж. Бахтияр Худойназаров)
  - «Нежный возраст» («Тритэ»; реж. Сергей Соловьёв)

2002
- Победитель — «Телец» («Ленфильм»; реж. Александр Сокуров)
- Номинанты:
  - «В августе 44-го…» («Ивитос»; реж. Михаил Пташук)
  - «Займёмся любовью» («Ангел-фильм»; реж. Денис Евстигнеев)

2003
- Победитель — «Кукушка» («СТВ»; реж. Александр Рогожкин)
- Номинанты:
  - «Война» («СТВ»; реж. Алексей Балабанов)
  - «Звезда» («Мосфильм», «АРК-фильм»; реж. Николай Лебедев)
  - «Любовник» (РТР, «Рекун-кино»; реж. Валерий Тодоровский)
  - «Чеховские мотивы» («Никола-фильм», Одесская киностудия, Служба кинематографии Министерства культуры РФ, Министерство культуры и искусства Украины; реж. Кира Муратова)

2004
- Победитель — «Возвращение» («Ren фильм»; реж. Андрей Звягинцев)
- Номинанты:
  - «Благословите женщину» («Вертикаль», «Мосфильм», Служба кинематографии Министерства культуры РФ, Правительство Москвы; реж. Станислав Говорухин)
  - «Коктебель» (ПБОЮЛ Роман Борисевич, Служба кинематографии Министерства культуры РФ; реж. Борис Хлебников и Алексей Попогребский)
  - «Магнитные бури» («Арк-фильм», «Мосфильм», Служба кинематографии Министерства культуры РФ; реж. Вадим Абдрашитов)
  - «Русский ковчег» («Эрмитажный мост», Egoli tossel film AG, Служба кинематографии Министерства культуры РФ, Mitteldeutsche Medienforderung Filmboard Berlin Branderburg, Filmforderung Hamburg, Filmburo Nordhein-Westfalen, Kulturelle Filmforderung Sachsen-Anhalt; реж. Александр Сокуров)
  - «Старухи» (Региональный общественный фонд поддержки кино, Служба кинематографии Министерства культуры РФ; реж. Геннадий Сидоров)

2005
- Победитель — «Свои» («Слово»; реж. Дмитрий Месхиев)
- Номинанты:
  - «Водитель для Веры» («Первый канал», «Продюсерская фирма Игоря Толстунова», канал «1+1»; реж. Павел Чухрай)
  - «Долгое прощание» («Филм-про»; реж. Сергей Урсуляк)
  - «Настройщик» («Пигмалион»; реж. Кира Муратова)

2006
- Победитель — «9 рота» («Слово»; реж. Фёдор Бондарчук)
- Номинанты:
  - «Garpastum» («V.K-компания»; реж. Алексей Герман мл.)
  - «Итальянец» («Ленфильм»; реж. Андрей Кравчук)
  - «Солнце» («Никола-фильм», «Пролайн фильм», «Downtown Pictures», «Mact Production»; реж. Александр Сокуров)
  - «Космос как предчувствие» («РОК»; реж. Алексей Учитель)

2007
- Победитель — «Остров» («Студия Павла Лунгина»; реж. Павел Лунгин)
- Номинанты:
  - «Андерсен. Жизнь без любви» («Гулливер»; реж. Эльдар Рязанов)
  - «Живой» («Пигмалион»; реж. Александр Велединский)
  - «Изображая жертву» («Новые люди», «Вега Продакшн»; реж. Кирилл Серебренников)
  - «Свободное плавание» («Коктебель»; реж. Борис Хлебников)

2008
- Победитель — «Монгол» («СТВ», «Андреевский флаг», «Kinofabrika GmbH», «X-Filme Creative Pool», «Neftex»; реж. Сергей Бодров ст.)
- Номинанты:
  - «Груз 200» («СТВ»; реж. Алексей Балабанов)
  - «Простые вещи» («Коктебель»; реж. Алексей Попогребский)
  - «Путешествие с домашними животными» («Слон», «Профит»; реж. Вера Сторожева)
  - «Русалка» («Магнум», «Централ Партнершип»; реж. Анна Меликян)

2009
- Победитель — «Стиляги» («Красная стрела»; реж. Валерий Тодоровский)
- Номинанты:
  - «Бумажный солдат» («Феномен филмз»; реж. Алексей Герман-младший)
  - «Дикое поле» (Фонд Михаила Калатозова; реж. Михаил Калатозишвили)
  - «Исчезнувшая империя» («Мосфильм»; реж. Карен Шахназаров)
  - «Пленный» («РОК филмс»; реж. Алексей Учитель)

2010
- Победитель — «Полторы комнаты, или Сентиментальное путешествие на родину» («Шар»; реж. Андрей Хржановский)
- Номинанты:
  - «Волчок» («Коктебель», «Централ Партнершип»; реж. Василий Сигарев)
  - «Палата № 6» («Мосфильм»; реж. Карен Шахназаров)
  - «Петя по дороге в Царствие Небесное» («Стелла Студио», «Стимакс Релиз»; реж. Николай Досталь)
  - «Царь» («СПЛ Фильм»; реж. Павел Лунгин)

### 2011—2019
2011
- Победитель — «Край»; реж. Алексей Учитель
- Номинанты:
  - «Брестская крепость»; реж. Александр Котт
  - «Как я провёл этим летом»; реж. Алексей Попогребский
  - «Кочегар»; реж. Алексей Балабанов
  - «Овсянки»; реж. Алексей Федорченко

2012
- Победитель — «Жила-была одна баба»; реж. Андрей Смирнов
- Номинанты:
  - «Елена»; реж. Андрей Звягинцев
  - «Высоцкий. Спасибо, что живой»; реж. Пётр Буслов
  - «Шапито-шоу»; реж. Сергей Лобан
  - «Сибирь. Монамур»; реж. Слава Росс

2013
- Победитель — «Фауст»; реж. Александр Сокуров
- Номинанты:
  - «Белый тигр»; реж. Карен Шахназаров
  - «Дирижёр»; реж. Павел Лунгин
  - «Кококо»; реж. Авдотья Смирнова
  - «Орда»; реж. Андрей Прошкин

2014
- Победитель — «Географ глобус пропил»; реж. Александр Велединский
- Номинанты:
  - «Горько!»; реж. Жора Крыжовников
  - «Долгая счастливая жизнь»; реж. Борис Хлебников
  - «Метро»; реж. Антон Мегердичев
  - «Сталинград»; реж. Фёдор Бондарчук

2015
- Победитель — «Трудно быть богом»; реж. Алексей Герман старший
- Номинанты:
  - «Белые ночи почтальона Алексея Тряпицына»; реж. Андрей Кончаловский
  - «Дурак»; реж. Юрий Быков
  - «Испытание»; реж. Александр Котт
  - «Левиафан»; реж. Андрей Звягинцев

2016
- Победитель — «Милый Ханс, дорогой Пётр» (режиссёр и продюсер: Александр Миндадзе; продюсеры: Лиза Антонова, Леонид Блаватник, Валерий Харьков, Хайно Деккерт, Андрей Анненский)
  - «Батальонъ» (режиссёр: Дмитрий Месхиев мл.; продюсеры: Игорь Угольников, Фёдор Бондарчук, Дмитрий Рудовский)
  - «Битва за Севастополь» (режиссёр: Сергей Мокрицкий; продюсеры: Егор Олесов, Наталья Мокрицкая)
  - «Конец прекрасной эпохи» (режиссёр и продюсер: Станислав Говорухин; продюсер: Екатерина Маскина)
  - «Про любовь» (режиссёр и продюсер: Анна Меликян)
  - «Страна ОЗ» (режиссёр: Василий Сигарев; продюсеры: Софико Кикнавелидзе, Дмитрий Улюкаев)

2017
- Победитель — «Рай» (режиссёр и продюсер: Андрей Кончаловский)
  - «Дама Пик» (режиссёр: Павел Лунгин; продюсеры: Павел Лунгин, Фёдор Бондарчук, Дмитрий Рудовский, Евгений Панфилов)
  - «Дуэлянт» (режиссёр: Алексей Мизгирёв; продюсеры: Александр Роднянский, Сергей Мелькумов)
  - «Коллектор» (режиссёр: Алексей Красовский; продюсеры: Дмитрий Руженцев, Георгий Шабанов, Эдуард Илоян)
  - «Монах и бес» (режиссёр: Николай Досталь; продюсер: Игорь Толстунов)
  - «Ученик» (режиссёр: Кирилл Серебренников; продюсеры: Илья Стюарт, Диана Сафарова, Юрий Козырев)

2018
- Победитель — «Аритмия» (режиссёр: Борис Хлебников; продюсеры: Рубен Дишдишян, Сергей Сельянов)
  - «Как Витька Чеснок вёз Лёху Штыря в дом инвалидов» (режиссёр: Александр Хант; продюсеры: Фёдор Попов, Владимир Малышев)
  - «Нелюбовь» (режиссёр: Андрей Звягинцев; продюсеры: Александр Роднянский, Сергей Мелькумов, Глеб Фетисов)
  - «Салют-7» (режиссёр: Клим Шипенко; продюсеры: Антон Златопольский, Сергей Сельянов, Бакур Бакурадзе)
  - «Теснота» (режиссёр: Кантемир Балагов; продюсер: Николай Янкин)
  - «Холодное танго» (режиссёр: Павел Чухрай; продюсеры: Сабина Еремеева, Алексей Резникович)

2019
- Победитель — «Война Анны» (режиссёр: Алексей Федорченко; продюсеры: Андрей Савельев, Артём Васильев, Максим Ложевский)
  - «Довлатов» (режиссёр: Алексей Герман мл.; продюсеры: Андрей Савельев, Артём Васильев, Константин Эрнст)
  - «История одного назначения» (режиссёр: Авдотья Смирнова; продюсеры: Наталья Смирнова, Оксана Барковская, Анатолий Чубайс, Сергей Сельянов, Виктория Шамликашвили)
  - «Лето» (режиссёр: Кирилл Серебренников; продюсеры: Илья Стюарт, Мурад Османн, Павел Буря)
  - «Человек, который удивил всех» (режиссёры: Наташа Меркулова, Алексей Чупов; продюсер: Екатерина Филиппова)

### 2021—2025
2021
- Победитель за 2019 год — «Француз» (режиссёр: Андрей Смирнов; продюсеры: Андрей Смирнов, Елена Прудникова)
  - «Айка» (режиссёр: Сергей Дворцевой; продюсер: Сергей Дворцевой)
  - «Грех» (режиссёр: Андрей Кончаловский; продюсеры: Андрей Кончаловский, Алишер Усманов)
  - «Дылда» (режиссёр: Кантемир Балагов; продюсеры: Александр Роднянский, Сергей Мелькумов, Наталия Горина)
  - «Одесса» (режиссёр: Валерий Тодоровский; продюсеры: Валерий Тодоровский, Леонид Ярмольник)

- Победитель за 2020 год — «Дорогие товарищи!» (режиссёр: Андрей Кончаловский; продюсер: Алишер Усманов)
  - Блокадный дневник (режиссёр и продюсер: Андрей Зайцев)
  - Доктор Лиза (режиссёр: Оксана Карас; продюсеры: Рафаел Минасбекян, Джаник Файзиев, Александр Бондарев, Тимур Вайнштейн, Алексей Земский)
  - Китобой (режиссёр: Филипп Юрьев; продюсер: Алексей Учитель)
  - Пугало (режиссёр и продюсер: Дмитрий Давыдов)

2024
- Победитель — «Праведник»  (режиссёр: Сергей Урсуляк; продюсеры: Тимур Вайнштейн, Леонид Верещагин, Антон Златопольский, Никита Михалков, Мария Ушакова, Юлия Сумачева)
  - 1993 (режиссёр: Александр Велединский; продюсеры: Жанна Калинина, Александра Воронкова)
  - Вызов (режиссёр: Клим Шипенко; продюсеры: Константин Эрнст, Денис Жалинский, Эдуард Илоян, Дмитрий Рогозин, Сергей Титинков, Алексей Троцюк, Виталий Шляппо, Михаил Ткаченко, Ольга Данова, Наталья Смирнова, Светлана Извекова)
  - За нас с вами (режиссёр: Андрей Смирнов; продюсеры: Елена Смирнова, Андрей Смирнов)
  - Снегирь (режиссёр: Борис Хлебников; продюсер: Сергей Сельянов, Наталья Дрозд, Татьяна Бонакова)
  - Чувства Анны (режиссёр: Анна Меликян; продюсер: Анна Меликян, Екатерина Рыжая, Дмитрий Литвинов, Екатерина Кононенко)

2025
- Победитель — «Мастер и Маргарита» (продюсеры: Рубен Дишдишян, Игорь Толстунов, Анатолий Акименко, Юлия Иванова, Наталия Клибанова, Арам Ованнисян, Арам Мовсесян)
  - Воздух (продюсеры: Артём Васильев, Константин Эрнст, Сергей Титинков, Наталия Клибанова, Фёдор Щербаков)
  - Смотри на меня! (продюсеры: Мария Жигалова, Вадим Верещагин)
  - Снег в моём дворе (продюсер: Александр Плотников, Борис Хлебников, Анна Тихонова, Бакур Бакурадзе, Тинатин Каджришвили, Лаша Халваши)
  - Кончится лето (продюсер: Александр Плотников, Борис Хлебников, Анна Тихонова, Валерий Федорович, Евгений Никишов, Игорь Мишин, Максим Филатов)